# EXIT TUNES PRESENTS Vocalonexus feat.初音ミク
『EXIT TUNES PRESENTS Vocalonexus feat.初音ミク』（エグジット・チューンズ・プレゼンツ ボカロネクサス フィーチャリング・はつねミク）は、2011年1月19日に発売された、初音ミクなどの音声合成ソフトをボーカルに用いた楽曲を集めたコンピレーション・アルバム。発売元はEXIT TUNES、販売元はポニーキャニオン。
キャッチコピーは「初音ミク ∞（ツナガル） ココロ」。

## 概要
VOCALOIDエンジンを利用した音声合成ソフトを用いて制作された人気ボーカル曲を再マスタリング・高音質化した計19曲を収録している。アルバムのタイトルでは「feat.初音ミク」となっているが、MEIKO、KAITO、鏡音リン・レン、巡音ルカといった初音ミク以外のクリプトン・フューチャー・メディア製VOCALOIDや、インターネット社のがくっぽいど（キャラクター名：神威がくぽ）とMegpoid（キャラクター名：GUMI）を用いた楽曲も収録されている。神威がくぽとGUMIはEXIT TUNESの発売するVOCALOIDコンピレーションアルバムのシリーズでは本作が初登場とされている。ジャケットイラストは左が担当した。
本アルバムは発売1週目で3.1万を売り上げ、2011年1月31日付のオリコン週間アルバムランキングで、VOCALOIDを用いた楽曲を集めたアルバムとしては前年5月の『EXIT TUNES PRESENTS Vocalogenesis feat.初音ミク』に続き2作目となる1位を獲得した。
また、本CDでは隠しトラックが収録されている。

## 収録曲
1. マトリョシカ
  - ハチ feat.初音ミク・GUMI（作曲・作詞：ハチ）
2. 般若心経ポップ
  - おにゅうP feat.初音ミク（作曲：おにゅうP、作詞：PD）
    - 般若心経を歌にした曲で、この曲に触発され般若心経をさまざまにアレンジした曲が発表されるなどのネット上に流行を巻き起こした[4]。
3. Paranoid Doll
  - SCL Project (natsuP) feat.神威がくぽ（作曲・作詞：natsu）
    - GACKTのシングル『Episode.0』には、がくっぽいど（神威がくぽ）に歌声を提供したGACKT本人の歌唱バージョンが収録されている。
4. トリノコシティ
  - 40mP feat.初音ミク（作曲・作詞：40mP）
5. アンチクロロベンゼン
  - オワタP feat.鏡音リン（作曲・作詞：オワタP）
6. 秘密警察
  - ぶりる feat.初音ミク（作曲・作詞：ぶりる）
7. ネトゲ廃人シュプレヒコール
  - さつき が てんこもり feat. 初音ミク（作曲・作詞：さつき が てんこもり）
8. 心拍数＃0822
  - 蝶々P feat.初音ミク（作曲・作詞：papiyon）
9. マイリスダメー!
  - ライブP feat.鏡音リン（作曲・作詞・編曲：ライブP）
10. ナイフ
  - パワーコードP feat.巡音ルカ（作曲・作詞：パワーコードP）
    - ベースは←Pが演奏している。
11. 家に帰ると妻が必ず死んだふりをしています。
  - ほぼ日P feat.初音ミク（作曲：ほぼ日P、作詞：ほぼ日P、KKAJUNSKY）
    - Yahoo!知恵袋に投稿され注目を集めた同名の質問「家に帰ると妻が必ず死んだふりをしています。」から生まれた楽曲[5]。
12. ggrks-ググれカス-
  - あー民P feat.巡音ルカ・神威がくぽ（作曲・作詞：あー民P）
13. 暗い森のサーカス
  - マチゲリータP feat.初音ミク、鏡音リン、鏡音レン（作曲・作詞：マチゲリータ）
    - 作者自身が執筆した小説（ISBN 978-4569805641）がPHP研究所から出版されている。
14. Pane dhiria
  - 新城P feat.KAITO（作曲・作詞：新城P）
    - 『初音ミク Project DIVA Arcade』の第2回楽曲募集で採用された楽曲。
15. 秘蜜 〜黒の誓い〜
  - ひとしずくP feat.鏡音リン・鏡音レン（作曲・作詞：ひとしずくP）
    - 作者自身が執筆した小説（ISBN 978-4569806600）が2012年9月に発売される予定である。
16. 黄泉桜
  - 仕事してP feat.MEIKO（作曲・作詞：仕事してP）
17. ツンデ恋歌
  - れれれP feat.鏡音レン（作曲：れれれP、作詞：ダラリ）
    - れれれPとダラリによる「○○恋歌」のシリーズの一つ[6]。他には、『EXIT TUNES PRESENTS Vocalogenesis feat.初音ミク』に収録されている「イケ恋歌」などがある。
18. さよならポラリス
  - Nem feat.GUMI（作曲：Nem、作詞：桃華なゆた）
19. またあした
  - ふわりP feat. 初音ミク（作曲・作詞：ふわりP）